# Marantochloa incertifolia
Marantochloa incertifolia är en strimbladsväxtart som beskrevs av Dhetchuvi. Marantochloa incertifolia ingår i släktet Marantochloa och familjen strimbladsväxter.
Artens utbredningsområde är Gabon. Inga underarter finns listade.